# Jiskra János
Jiskra János (németül: Johann Giskra von Brandeis, csehül: Jan Jiskra, szlovákul: Ján Jiskra z Brandýsa; magyarul régi helyesírás szerint: Giskra János) (1400 körül – 1469 körül) cseh-morva származású zsoldosvezér, a 15. század egyik legjelentősebb magyarországi hadvezére.

Jiskra János címere

## Erzsébet királyné szolgálatában
Ifjúkorában távoli országokban, többek közt Itáliában is katonáskodott. Magyarországra Zsigmond király uralkodása alatt került, ahol neki és utódjának, Habsburg Albert királynak szolgált. Albert özvegye, Erzsébet 1440 májusában fiának, V. Lászlónak Székesfehérvárott történt megkoronázása után Győrbe ment és odahívatta cseh zsoldosaival Jiskrát is. Innen a koronával Jiskra kíséretében vonult Pozsonyba. Ettől fogva Jiskra, akit az özvegy királyné a bányavárosok és Kassa főkapitányává tett, és Zólyom várával ajándékozott meg, szilárd következetességgel a rendek választotta Jagelló Ulászló lengyel királlyal szemben Erzsébet és a kis V. László híve maradt.
A huszitákra jellemző harcmodorával rövid idő után elfoglalta Lőcsét, Bártfát, Körmöcbányát, Selmecet, Eperjest és Késmárkot. A kis László király nevére arany- és ezüstpénzeket veretett, hadmozdulataival megszakította Ulászló összeköttetését Lengyelországgal. Emberei az egész Felvidéken kis méretű várakat építettek, melyek a vidéket ellenőrizték és az ellenséges támadásokkal szemben védelmül szolgáltak. A parasztokra adót és sarcot vetett ki. A várak alatt békés cseh és morva iparosok is letelepedtek. Erzsébet életében Jiskra sikerrel védelmezte Felső-Magyarországot Ulászlónak és vezéreinek, különösen Perényi Jánosnak és Perényi Miklósnak a támadásaival szemben.

## A Felvidék ura
Amikor a már-már békére hajló Erzsébet 1442-ben elhalálozott, Giskra kijelentette, hogy örökös királyának adott szavát nem szegi meg, és a hatalmában levő városokkal egyezséget kötött, hogy ezentúl is V. László pártján maradnak. Az 1444 áprilisában tartott országgyűlésre, a belső béke helyreállítására a Lászlót pártoló urak és városok képviselőivel együtt őt is meghívták, és ott heves viselkedésével az ellenséges rendekkel szemben életét is veszélyeztetve állt ki László mellett. A bajt megelőzve Ulászló nagylelkűen álruhában Győrbe szöktette. Ebben az évben Bécsben is járt és a III. Frigyes császár udvarában élő V. Lászlónál tisztelgett.
1445 májusában Jiskrát, aki az ország kereskedelmének a kassai lengyel-magyar fegyverszünet létrehozásával nagy szolgálatot tett, a Felvidék egyik főkapitányává nevezték ki. Amikor az 1446 elején hozott törvények ezt a tisztséget eltörölték, Jiskra továbbra is megtartotta a főkapitányi címet és hatalmat. Cseh zsoldosai pedig, neki sem engedelmeskedve, a Szepességben és Sáros megyében testvérek (bratri) név alatt garázdálkodtak, és a papokat huszita szertartásaikra kényszerítették. Az 1449. évi pünkösdi országgyűlés elhatározta, hogy a cseheket meg kell támadni. Sikertelen apróbb csatározások után a makacs Jiskra ellen maga Hunyadi János vonult harcba. A harc eredményeként 1450 márciusában Mezőkövesden Hunyadi és Giskra jelenlétében tartott béketárgyaláson megállapították a béke feltételeit: Kassa, Lőcse, Eperjes, Bártfa, Körmöc, Selmec és Zólyom Jiskra birtokában maradt, több cseh csapat pedig kisebb-nagyobb pénzösszeg fejében elhagyta az országot. Hogy a békét még jobban megszilárdítsa, Hunyadi özvegy húgát Jiskrának ígérte feleségül.
A békekötés ellenére azonban a zsoldosvezér később mégsem ismerte el a kormányzó hatalmát, magát László főkapitányának nevezte, pénzt veretett és kiváltságokat osztogatott. Újabb huszita csapatokat hívott az országba, Losonc mellett megerősített egy kolostort, onnan zsarolta a vidéket. A rablófészkeket szorongató Hunyadi Jánost is legyőzte és a hasztalanul ostromolt Eger kivételével egész Felső-Magyarországot hatalma alá hajtotta. Hunyadi felmentette 
Egert az Alföldról felhozott új seregével, majd nyomon követte az előle elmenekült Jiskrát. Míg egyik kapitánya, Rozgonyi Lőrinc, Gálszécset ostromolta meg és foglalta el, Hunyadi maga Szepsit, Rozsnyót foglalta vissza.  Derencsényben Valgathát, Jiskra várnagyát a vár átadására kényszerítette. Innen Zólyom(vagy Besztercebánya?)felé fordult Hunyadi, amit fölégetett és azzal szemben egy új ellen erősséget emelt. Hunyadi ezen új támadására  Jiskra végül békét kötni kényszerült, és a kormánynak és a törvényeknek engedelmességet fogadott. Az 1452. évi pozsonyi országgyűlésen azonban meg sem jelent, ezért újra elítélték. Kassát, Lőcsét, Bártfát az iránta való hűség alól feloldották, és Cillei Ulrikot bízták meg a városok védelmével. Jiskra nemsokára egy időre el is hagyta az országot.

## A Hunyadiak ellen, majd Mátyás szolgálatában
1455 körül Cillei Ulrik, hogy pártját megerősítse, ismét behívta zsoldos csapataival. A cseh vezér V. László király szolgálatába lépve kevés sikerrel harcolt a felvidéken magukat befészkelt cseh rablók ellen. 1457-ben Jiskra is közreműködött Hunyadi László elfogatásában és a kivégzést követő zavargások elcsendesítésében. Amikor Mátyás király trónra jutott, eleinte Podjebrád György cseh kormányzó közbenjárására meghódolt neki, de csakhamar szabadon parancsolt a hatalmában levő várakban, és zsoldosai is újból elkezdték portyázásukat. IV. Kázmér lengyel királyt biztatta a magyar trón elfoglalására, sőt személyesen is közbenjárt érdekében a német lovagrend főembereinél. Bár Rozgonyi Sebestyén és Hédervári László Jiskra vezéreit megverték, várait elfoglalták és őt magát is békére kényszerítették (1458), a Mátyás és Frigyes császár közt folyó háború újra felélesztette harci kedvét. 1461-ben Frigyes Grazban megnyerte őt ajándékaival és ígéreteivel, hogy magyar királynak is ismerje el a császárt, ekkor a császár zsoldjába lépett, majd Mátyás szövetségese Albert osztrák herceg ellen indított sereg vezetését vette át. 1462-ben a Mátyás által felszólított városokkal szövetkezett. Azonban Szapolyai Imre és fivére, István sorozatos győzelmeit és Frigyes császár engedékenységre hajlását látva eddigi tetteit magyarázni igyekezve, írásban jelentette a királynak, hogy hűségére tér.
„Mátyás király nagyon megörült Giskra levelének. Mindjárt követeket küldött hozzá, és kérte, adja azoknak kezébe a várakat és az erősségeket. A követek pedig   hiteles levelet adtak Giskrának, és annak védelme alatt elvezették Mátyás királyhoz. A király vidám orcával fogadta Giskrát, és azt mondta neki:
–  Tudd meg, hogy engemet jótételekkel soha le nem győzöl. Mert rútság, ha a királyt legyőzik viadalokban, de sokkal nagyobb rútság, ha legyőzik őket jótételekkel. Nyilván van előttem a te emberséged és hűséged, ezért nem bocsátlak el, hogy más embernek szolgálj. Azt akarom, hogy énnekem szolgálj, olyan  emberséggel és hűséggel, ahogy a meghalt László királynak szolgáltál. Minthogy jószágomat, váraimat minden ostromlás és munka nélkül megadtad, ezért  Sólymos és Lippa legyen a tiéd, ennek felette megajándékozlak huszonötezer arannyal. Ím, megházasítlak, és tisztességes nemzetségbe, az urak közé helyeztetlek Magyarországon. Ezután énvelem együtt hadakozzál.
Amikor Giskra ezt meghallotta, sírva fakadt, és így szólt:
–  Felséges uram! Mi dolog ez? Én inkább büntetést érdemelnék, s nem ilyen ajándékozást. Mármost örökké való hű szolgálatomat ígérem és fogadom meg felségednek.
Néhány hónap múlva a király házasságra kiválasztotta guthi Ország János lányát. Giskra feleségül vette, és azután mindéltig híve maradt a királynak.” A menyasszonynak az apai nagybátyja guthi Országh Mihály (1410 körül – 1484) főkamarás, főkincstartó, ajtónállómester, Hunyadi Mátyás magyar király nádora.
Zrínyi Miklós szerint: „Más király alig várhatta volna, hogy kezébe kaphassa, hogy diadalmenetben hurcolja városról városra, de Mátyás király ilyen hiú gondolatokat nem gondolt, ő a jónak szolgálatára volt, s ezt inkább kívánta, mint a maga dicsőségét.”
Utoljára az 1467. évi III. István moldvai fejedelem elleni háborúban hallhattunk róla, melyben a serege fővezére volt. Fényűző, pompakedvelő ember volt, aki szerette zsoldosait. Családja Magyarországon a 17. századig tartotta fenn magát.

## Emlékezete
Carrarai márványból faragott életnagyságú szobrát felállították a bécsi Hadtörténeti Múzeumban, a Hadvezérek csarnokában.